# Brug 569
Brug 569 is een vaste brug in Amstelveen.
Het bouwwerk is gelegen in het Amsterdamse Bos. Het ontwerp van de plaatbrug kwam van de hand van Piet Kramer, maar is atypisch voor hem. De brug is van beton op betonnen fundering, vertoont weinig stijlkenmerken van de door Kramer gehanteerde Amsterdamse School, maar meer van het nieuwe bouwen. Wat wel op Kramer wijst zijn de smeedijzeren balustrades met versieringen. De balustrades op de brug staan los van de balustrades op de landhoofden. Ter plaatse van de overgang zijn neerwaartse krommingen uitgevoerd in de vorm van twee naar elkaar toegebogen zwanenhalzen met hartjes aan het uiteinde. De brug heeft als officieuze naam Manegebrug, naar de nabijgelegen manege aan de Nieuwe Kalfjeslaan en bijbehorende springbaan. De brug is alleen geschikt voor voetgangers, fietsers en ruiters te paard en uiteraard nooddiensten.

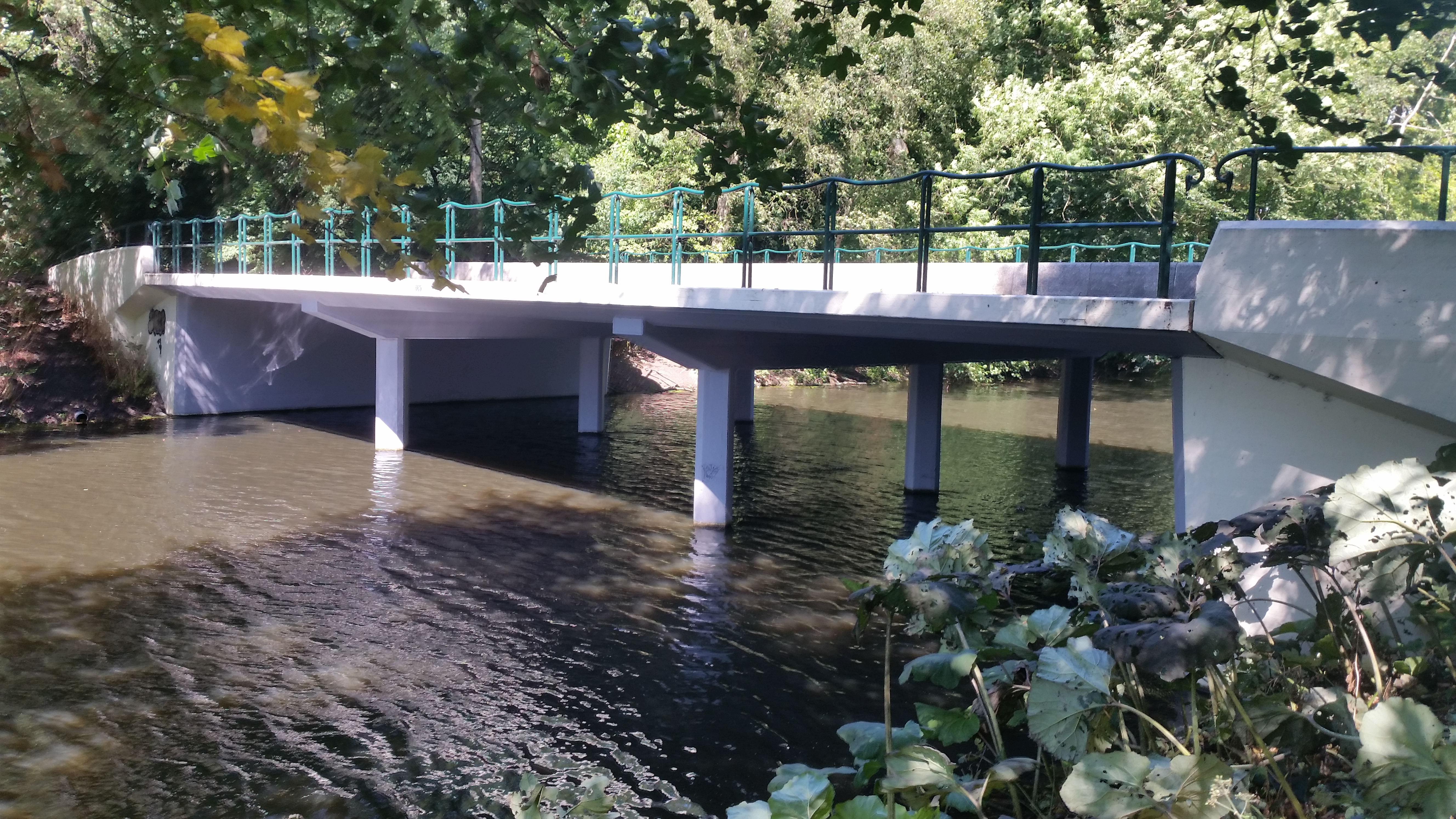
Brug 569, overzicht (augustus 2018)

<<< · 500 · 501 ·  503 · 504 · 505 · 506 · 507 · 508 · 509 · 510 · 511 · 512 · 513 · 514 · 515 · 516 · 517 · 518 · 519 · 520 · 521 · 522 · 523 · 525 · 526 · 527 · 528 · 530 · 531 · 532 · 533 · 534 · 535 · 536 · 537 · 538 · 539 · 540 · 541 · 542 · 543 · 544 · 545 · 546 · 547 · 548 · 549 · 550 · 551 · 552 · 553 · 554 · 555 · 556 · 557 · 558 · 559 · 560 · 561 · 562 · 563 · 564 · 565 · 566 · 567 · 569 · 571 · 572 · 573 · 575 · 577 · 578 · 580 · 581 · 582 · 583 · 584 · 586 · 587 · 589 · 590 · 591 · 592 · 593 · 594 · >>>
Brugnummers 502, 524, 529, 568, 570, 574, 576, 579, 585, 588, 595, 596, 597, 598, 599 zijn niet (meer) vergeven.